# Ralf Brockhausen

Ralf Brockhausen

Ralf Brockhausen (* 1. November 1898 in Reval; † 26. April 1945 in Berlin) war ein deutscher Politiker (NSDAP).

## Leben und Wirken
Nach dem Abitur, das er an der Ritter- und Domschule zu Reval ablegte, studierte Ralf Brockhausen zwei Semester Medizin an der Kaiserlichen Universität Dorpat. Am Ersten Weltkrieg nahm Brockhausen als Kriegsfreiwilliger im I. Feld-Artillerieregiment von Holtzendorff Nr. 8 teil. In der unmittelbaren Nachkriegszeit kämpfte Brockhausen mit einem Freikorps im Baltikum.
Brockhausen ließ sich 1920 als Kaufmann für drei Jahre im Deutschen Reich nieder. Anschließend erfolgte ein dreieinhalbjähriger Auslandsaufenthalt. Er kehrte 1927 nach Deutschland zurück, wo er in seinem Beruf zunächst in Hamburg und später für fünf Jahre in Danzig nachging. 
Für die NSDAP war Brockhausen zunächst zwei Jahre in Danzig tätig, er trat zum 1. Juni 1931 in die Partei ein (Mitgliedsnummer 553.619). Am 1. Oktober 1933 wurde er zum Amtsleiter der Reichsleitung (Gebietsinspekteur) ernannt. Außerdem wurde er am 8. Mai 1934 als Beauftragter der Parteileitung im Rang eines Reichshauptamtsleiters dem Stabe des „Stellvertreters des Führers“ Rudolf Heß zugeordnet. Im Oktober 1936 übernahm er im Stab von Heß schließlich die Aufgabe eines Sonderbeauftragten zur besonderen Verwendung. Von März 1936 bis zum Ende der NS-Herrschaft saß Brockhausen als Abgeordneter im nationalsozialistischen Reichstag, in dem er den Wahlkreis 2 (Berlin West) vertrat. Im Mai 1940 wurde Brockhausen Beauftragter für den Reichsgau Wartheland in Berlin und nahm ab Juli 1941 Aufgaben für die besetzten Ostgebiete wahr. Als Mitglied der SS erreichte er 1943 den Rang eines Standartenführers (SS-Nummer 367.791). 
Brockhausen kam Ende April 1945 während der Schlacht um Berlin ums Leben.